# A lyga (2020)
A lyga 2020 – 31. sezon najwyższej klasy rozgrywkowej piłki nożnej na Litwie. Sezon rozpoczął się 6 marca i zakończył 7 listopada 2020. 12 marca sezon został przerwany w wyniku pandemii COVID-19.
Tytuł mistrzowski po raz ósmy w swojej historii zdobył Žalgiris Wilno, zaś królem strzelców w sezonie 2020 został zawodnik mistrza Litwy Hugo Vidémont z 13 bramkami strzelonymi w trakcie sezonu.

## Proces uzyskiwania licencji
Pięć najlepszych drużyn biorących udział w poprzedniej kampanii – Sūduva Mariampol, Žalgiris Wilno, FK Riteriai, FK Kauno Žalgiris i FK Panevėžys spełniło kryteria licencyjne i otrzymały licencje. Zdyskwalifikowane FK Palanga i FK Atlantas odwołały się od decyzji o dyskwalifikacji i wyraziły zainteresowanie grą w A Lyga. Ich apelacje zostały odrzucone.
O licencje A Lyga ubiegało się pięć zespołów I Lyga – Banga Gorżdy, Džiugas Telsze, Vilniaus Vytis, DFK Dainava i FC Hegelmann Litauen. Ubiegłoroczny zwycięzca I Ligi Džiugas Telsze nie spełnił kryteriów licencyjnych do gry w A Lyga i ich wniosek został odrzucony.Džiugas Telsze kontynuowało grę w I Lyga w tym sezonie. Banga Gorżdy wygrała mecz barażowy z FK Palanga i zdobyła prawo do gry w A Lyga. Ich licencja A Lyga została przyznana po odwołaniu. Vilniaus Vytis i DFK Dainava nie zdobyli awansu do Ligi, liczyli jednak na wyjątki, które są powszechne w litewskiej piłce. W tym przypadku ich wnioski zostały odrzucone z powodu niespełnienia kilku krytycznych kryteriów. FC Hegelmann Litauen wycofał swój wniosek przed posiedzeniem komisji licencyjnej. Oznaczało to, że w sezonie 2020 zagrało tylko sześć drużyn. LFF ogłosiło, że cztery najlepsze drużyny I Lyga zakwalifikują się do A Lyga w przyszłym sezonie.

## Uczestnicy
| Uczestnicy poprzedniej edycji                                                                                 | Uczestnicy poprzedniej edycji | Uczestnicy poprzedniej edycji | Uczestnicy poprzedniej edycji |
| --- | ----------------------------- | ----------------------------- | ----------------------------- |
| SŪD | Sūduva Mariampol              | 1                             |                               |
| ŽAL | Žalgiris Wilno                | 2                             |                               |
| RIT | FK Riteriai                   | 3                             |                               |
| KAU | Žalgiris Kowno                | 4                             |                               |
| PAN | FK Poniewież                  | 5                             |                               |
| Awans z po barażach                                                                                           |                               |                               |                               |
| BAN | Banga Gorżdy                  | 2                             |                               |
| Oznaczenia: - kolumna pierwsza – skróty nazw drużyn, - kolumna trzecia – miejsce zajęte w poprzednim sezonie. |                               |                               |                               |

## Rozgrywki

### Tabela
| Lp. | Drużyna            | M  | Z  | R | P  | B+ | B- | +/– | Pkt | Kwalifikacja lub spadek                                     |
| --- | ------------------ | -- | -- | - | -- | -- | -- | --- | --- | ----------------------------------------------------------- |
| 1   | Žalgiris Wilno (M) | 20 | 14 | 3 | 3  | 42 | 14 | +28 | 45  | Liga Mistrzów 2020/2021 • I runda kwalifikacyjna            |
| 2   | Sūduva Mariampol   | 20 | 13 | 4 | 3  | 32 | 18 | +14 | 43  | Liga Konferencji Europy 2020/2021 • I runda kwalifikacyjna  |
| 3   | FK Kauno Žalgiris  | 20 | 12 | 2 | 6  | 30 | 18 | +12 | 38  | Liga Konferencji Europy 2020/2021 • I runda kwalifikacyjna  |
| 4   | Banga Gorżdy       | 20 | 3  | 7 | 10 | 16 | 30 | −14 | 16  |                                                             |
| 5   | FK Panevėžys       | 20 | 2  | 6 | 12 | 19 | 38 | −19 | 12  | Liga Konferencji Europy 2020/2021 • II runda kwalifikacyjna |
| 6   | FK Riteriai        | 20 | 2  | 6 | 12 | 17 | 38 | −21 | 12  |                                                             |

1. ↑  FK Panevėžys jako zwycięzca Pucharu Litwy zakwalifikowało się do II rundy kwalifikacji Ligi Konferencji.

### Wyniki
| Gospodarz \ Gość  | BAN | KŽA | PAN | RIT | SŪD | ŽAL |
| ----------------- | --- | --- | --- | --- | --- | --- |
| Banga Gorżdy      | —   | 1–1 | 2–0 | 1–1 | 0–2 | 0–1 |
| FK Kauno Žalgiris | 2–0 | —   | 2–0 | 2–1 | 0–1 | 0–1 |
| FK Panevėžys      | 2–1 | 0–2 | —   | 2–1 | 1–3 | 1–2 |
| FK Riteriai       | 0–1 | 0–3 | 1–1 | —   | 1–3 | 0–7 |
| Sūduva Mariampol  | 1–0 | 1–0 | 3–0 | 1–0 | —   | 1–1 |
| Žalgiris Wilno    | 0–0 | 2–3 | 4–0 | 0–1 | 4–0 | —   |

| Gospodarz \ Gość  | BAN | KŽA | PAN | RIT | SŪD | ŽAL |
| ----------------- | --- | --- | --- | --- | --- | --- |
| Banga Gorżdy      | —   | 1–2 | 3–3 | 1–1 | 1–2 | 0–4 |
| FK Kauno Žalgiris | 2–3 | —   | 3–2 | 1–0 | 3–0 | 0–1 |
| FK Panevėžys      | 1–1 | 0–1 | —   | 1–1 | 1–1 | 1–2 |
| FK Riteriai       | 4–0 | 0–1 | 1–1 | —   | 1–2 | 2–2 |
| Sūduva Mariampol  | 0–0 | 1–1 | 1–0 | 7–1 | —   | 2–0 |
| Žalgiris Wilno    | 1–0 | 3–1 | 3–2 | 1–0 | 3–0 | —   |

### Lider kolejka po kolejce
Legenda:
- ŽAL – Žalgiris Wilno
- SŪD – Sūduva Mariampol

## Statystyki

### Najlepsi strzelcy
| Lp. | Bramki | Strzelcy            | Drużyna          |
| --- | ------ | ------------------- | ---------------- |
| 1.  | 13     | Hugo Vidémont       | Žalgiris Wilno   |
| 2.  | 11     | Josip Tadić         | Sūduva Mariampol |
| 3.  | 8      | Linas Pilibaitis    | Žalgiris Kowno   |
| 4.  | 6      | Liviu Antal         | Žalgiris Wilno   |
| 5.  | 5      | Mihret Topčagić     | Sūduva Mariampol |
| 5.  | 5      | Jorge Elias         | FK Panevėžys     |
| 7.  | 4      | Emmanuel David      | Žalgiris Kowno   |
| 7.  | 4      | Jurij Buszman       | Žalgiris Kowno   |
| 7.  | 4      | Semir Kerla         | Sūduva Mariampol |
| 7.  | 4      | Valērijs Šabala     | Sūduva Mariampol |
| 7.  | 4      | Richie Ennin        | Žalgiris Wilno   |
| 7.  | 4      | Andrija Kaluđerović | Žalgiris Wilno   |